# Municipio San Lorenzo (Pando)
Das Municipio San Lorenzo ist ein Verwaltungsbezirk im Departamento Pando im Tiefland des südamerikanischen Anden-Staates Bolivien.

## Lage im Nahraum
Das Municipio San Lorenzo ist eines von drei Municipios der Provinz Madre de Dios und umfasst deren zentralen Bereich. Es grenzt im Norden an das Municipio San Pedro, im Westen an das Municipio Sena, im Süden an das Departamento La Paz, im Osten an das Departamento Beni und im Nordosten an das Municipio Puerto Gonzales Moreno.
Das Municipio erstreckt sich zwischen etwa 11° 05' und 12° 29' südlicher Breite und 66° 30' und 67° 01' westlicher Länge, seine Ausdehnung von Westen nach Osten beträgt bis zu 55 Kilometer, von Norden nach Süden bis zu 120 Kilometer.
Das Municipio umfasst 42 Gemeinden (localidades), der zentrale Ort des Municipios ist die Ortschaft San Lorenzo mit 101 Einwohnern im westlichen Teil des Municipios. Die größten Ortschaften sind Blanca Flor mit 1306 Einwohnern und Trinidacito mit 619 Einwohnern. (Volkszählung 2012)

## Geographie
Das Municipio San Lorenzo liegt im bolivianischen Teil des Amazonasbeckens im nördlichen Teil des Landes nahe der Grenze zu Brasilien.
Die mittlere Durchschnittstemperatur der Region liegt bei 26 °C und schwankt nur unwesentlich zwischen 25 °C im Mai und 27-28 °C von Dezember bis Februar (siehe Klimadiagramm Riberalta). Der Jahresniederschlag beträgt etwa 1.300 mm, bei einer ausgeprägten Trockenzeit von Juni bis August mit Monatsniederschlägen unter 20 mm, und einer Feuchtezeit von Dezember bis Januar mit Monatsniederschlägen von mehr als 200 mm.

## Bevölkerung
Die Bevölkerungszahl des Municipio San Lorenzo ist zwischen 1992 und 2024 auf das Dreifache angestiegen:
| Jahr | Einwohner | Quelle       |
| ---- | --------- | ------------ |
| 1992 | 3067      | Volkszählung |
| 2001 | 3471      | Volkszählung |
| 2012 | 7652      | Volkszählung |
| 2024 | 9203      | Volkszählung |

Die Bevölkerungsdichte bei der Volkszählung von 2024 betrug 2,98 Einwohner/km², der Alphabetisierungsgrad bei den über 6-Jährigen war von 82,9 Prozent (1992) auf 84,9 Prozent (2001) angestiegen. Die Lebenserwartung der Neugeborenen im Jahr 2001 betrug 57,9 Jahre, die Säuglingssterblichkeit war von 6,5 Prozent (1992) auf 8,8 Prozent im Jahr 2001 angestiegen.
99,8 Prozent der Bevölkerung sprechen Spanisch, 5,3 Prozent sprechen indigene Sprachen. (2001)
78,3 Prozent der Bevölkerung haben keinen Zugang zu Elektrizität, 49,3 Prozent leben ohne sanitäre Einrichtung. (2001)
63,7 Prozent der 586 Haushalte besitzen ein Radio, 4,3 Prozent einen Fernseher, 36 Prozent ein Fahrrad, 5,8 Prozent ein Motorrad, 3,6 Prozent ein Auto, 1,4 Prozent einen Kühlschrank, und 0 Prozent ein Telefon. (2001)

## Politik
Ergebnis der Regionalwahlen (concejales del municipio) vom 4. April 2010:
| Wahl- berechtigte |  | Wahl- beteiligung | gültige Stimmen |  | CP     | MAS-IPSP |
| ----------------- |  | ----------------- | --------------- |  | ------ | -------- |
| 1.907             |  | 1.749             | 1.527           |  | 905    | 622      |
|                   |  | 91,7 %            | 87,3 %          |  | 59,3 % | 40,7 %   |

Ergebnis der Regionalwahlen (elecciones de autoridades políticas) vom 7. März 2021:
| Wahl- berechtigte |  | Wahl- beteiligung | gültige Stimmen |  | MAS-IPSP | MTS     | CID    | PASO   | P.S.T. |
| ----------------- |  | ----------------- | --------------- |  | -------- | ------- | ------ | ------ | ------ |
| 3.487             |  | 2.999             | 2.590           |  | 1.355    | 787     | 214    | 118    | 109    |
|                   |  | 86,01 %           | 86,36 %         |  | 52,32 %  | 30,39 % | 8,26 % | 4,56 % | 4,21 % |

## Gliederung
Das Municipio San Lorenzo untergliederte sich bei der Volkszählung von 2012 in die folgenden drei Kantone (cantones):
- 09-0302-01 Kanton Exaltación (San Lorenzo) – 25 Gemeinden – 5.137 Einwohner (2001: 2.558 Einwohner)
- 09-0302-02 Kanton Chorrillos – 8 Gemeinden – 1.440 Einwohner (2001: 544 Einwohner)
- 09-0302-03 Kanton Fortaleza – 9 Gemeinden – 1.075 Einwohner (2001: 369 Einwohner)

## Ortschaften im Municipio San Lorenzo
- Kanton Exaltación
  - Blanca Flor 1306 Einw. – Trinidacito 619 Einw. – Vista Alegre 361 Einw. – San Lorenzo 101 Einw.

- Kanton Chorrillos
  - Naranjal 426 Einw.

- Kanton Fortaleza
  - Fortaleza 320 Einw. – Charal 159 Einw.